# Pararge xiphia
Pararge xiphia is een vlinder uit de familie Nymphalidae en de onderfamilie Satyrinae. De soortnaam werd gepubliceerd als Papilio xiphia door Johann Christian Fabricius in 1775.
De soort komt alleen voor in Madeira.